# Castro de Pragança

Vista do Miradouro da Cruz Salvé Rainha, Serra de Montejunto, para o Castro de Pragança

Situa-se no sítio de Picoto do Castelo, perto do lugar de Pragança, na vertente noroeste da Serra de Montejunto. Foi descoberto em 1893 e, desde então, tem sido objecto de estudo continuado. Vestígios encontrados na zona indicam tratar-se de um povoado ocupado desde o Neolítico Final, passando pelas idades do Cobre, Bronze e Ferro, e finalmente romanizado, com sinais de ocupação até ao século I. O seu espólio arqueológico encontra-se actualmente distribuído por diversos museus nacionais, sendo considerado muito importante para o estudo da Pré-história, da Proto-história e da romanização do país. 
O Castro de Pragança encontra-se neste momento em completo estado de abandono. 

## História das investigações
As investigações arqueológicas no Castro de Pragança iniciaram-se ainda nos finais do século XIX com a acção de Leite de Vasconcelos. Segundo o arqueólogo João Ludgero Gonçalves, Leite de Vasconcelos terá tido contactos com António Maria Garcia, professor primário em Pragança, em 1893, onde o questiona sobre a possibilidade de se encontrarem artefactos antigos no topo do sítio denominado “Castelo” localizado na Serra de Montejunto. A relação entre os dois permitiu a oferta de vários artefactos recolhidos pelo Professor de Pragança por todo o concelho ao Museu Etnográfico, actual Museu Nacional de Arqueologia, incluindo o espólio das escavações dos dois indivíduos no Castro de Pragança . Em relação aos materiais que constituem o acervo arqueológico do actual Museu Nacional de Arqueologia, este resultou das escavações acima referidas, mas também de doações e recolhas por Leite de Vasconcelos, o que não permite uma leitura contextual dos materiais. Para o primeiro director do Museu Etnológico, este Castro seria um sítio arqueológico importante no Sul do território actual português que terá sido ocupado desde a pré-história até ao período romano, nas suas palavras “É um castro misto, onde muitas civilizações se sobrepuseram (…)”, no entanto, Leite de Vasconcelos refere que não foi possível de se observar uma estratigrafia clara associada ao sítio devido aos vários revolvimentos no solo. [14] [5]
No que toca aos materiais recolhidos nas intervenções arqueológicas por Leite de Vasconcelos, aquisições e recolhas à superfície avulso por ele e por António Maria Garcia, destaca-se a fraca fiabilidade dos sítios onde foram recolhidos, muitas das vezes sem a proveniência exata, assim, para o caso do Castro de Pragança, surgem algumas notícias de 1904 com a entrada de alguns dardos, machados etc., 1 machado de bronze e uma argola em 1909, 3 machados de pedra em 1912. Importa realçar que Leite de Vasconcelos nunca conseguiu publicar os resultados das intervenções arqueológicas nem o espólio associado a estas devido à intensa atividade arqueológica do investigador. O arqueólogo refere ainda, como materiais que caracterizam este Castro, um furadouro de pedra, goivas, loiça provida de orifícios, uma colher de barro, esferas de barro, um pendente cilíndrico de marfim designado como objeto religioso ou de ornato, lança de alvado, machados canelados, foice, fragmentos de espadas, punhais, setas, argolas de bronze ou de cobre, contas de vidro azul, fíbulas de bronze, mós manuais redondas, moedas de prata da Republica romana, fragmentos de tégulas, pesos de bronze. [14] [5]
Para além de Leite de Vasconcelos, Cónego Boto também realizou ali pequenas intervenções que resultaram num número reduzido de materiais, destacando-se pesos de tear, em cerâmica, escopro, argolas e um fragmento de lâmina de punhal em metal [15] [5], artefactos que se encontram actualmente no Museu de Faro, Algarve.  [5]
Leonel Trindade, durante a década de 30/40, efectuou várias prospecções na Serra de Montejunto, identificando várias grutas e recolhendo o material à superfície das respectivas. Também escavou no Castro de Pragança sendo o espólio aqui recolhido como o proveniente das diversas grutas, entregue a Manuel Heleno, na altura director do Museu Etnológico, em Lisboa. [5]
Em relação aos investigadores que se dedicaram ao estudo dos materiais de Pragança, encontram-se E. MacWhite, H. Savory, L. Monteagudo, P. Kalb, S. da Ponte, e A. Coffyn divulgando os objectos como os machados, punhais, pontas de lança, bainhas de espada, foices, argolas e fíbulas pertencentes à idade do Bronze e do Ferro do Castro. [5]
Para as cerâmicas, autores como B. Blance e M. A. H. P. Bübner efectuaram alguns estudos parciais dos conjuntos existentes. [5]
Actualmente, os materiais retirados das intervenções no sítio do Castro de Pragança encontram-se dispersos por vários museus, no Museu Nacional de Arqueologia, Museu da Associação dos Arqueólogos, no Museu dos Serviços Geológicos e ainda no Museu de Faro. [5]

## Fortificação
Entre 1988 e 1990, o Castro de Pragança foi alvo de três campanhas de escavação, por parte de João Ludgero Gonçalves, com o objectivo de retomar o estudo deste sítio interrompido na década de 40 por parte de Leonel Trindade, e que não foi alvo de publicação. [6]
A intervenção de 1989 revelou uma muralha com uma face exterior e um interior preenchido por pedras pequenas (Gonçalves, 1990-1992: 34). Em 1989, escavou-se a área norte do relevo onde se observou a continuação da muralha e um corredor de acesso a um espaço interior.  [6]
Em 1990, a área sul foi objecto de trabalhos, definindo assim, o contorno da estrutura semicircular acima referida, e, ainda, outra estrutura anexa de planta rectangular.  [6]

### Análises destas estruturas
Na sua publicação de 1992, João Ludgero Gonçalves analisa as estruturas postas a descoberto nas suas últimas intervenções e indica algumas semelhanças com as construções do povoado de Olelas, também em análise nesta publicação, mas aponta diferenças formais entre ambas.  [6]
No caso de Pragança, a construção apresenta forma semicircular com uma muralha formada por grandes blocos de pedras que vai ao encontro da falésia rochosa . Ao contrário das muralhas de Olelas, esta estrutura apresenta apenas a face exterior desta. Para o interior, este é preenchido por um aglomerado de pedras pequenas que fazem o enchimento do recinto e o seu alteamento.  [6]
Na parte setentrional, existe um corredor de acesso ao centro desta estrutura, que é descrito como ascender desde a entrada até ao interior desta construção que constituiria uma plataforma elevada fruto dos blocos de rocha natural. Na zona meridional deste recinto, foi descrita uma construção de forma rectangular anexa. Esta era composta por blocos de rocha de menores dimensões quando comparados com os da grande torre semicircular e terá sido construída como reforço a esta última estrutura. O autor afirma que esta estrutura estaria adossada à grande torre e assentava sobre a rocha e conclui que a sua construção foi mais recente que a anterior. A grande torre maciça possui cerca de 15 metros de comprimento por 10 de largura e seria complementada por esta última construção perfazendo um total de 17 metros.  [6]

### Datações
Nas últimas intervenções no Castro de Pragança, que resultaram na análise das fortificações, foram realizadas datações sobre ossos e conchas para este sítio e também para a fortificação calcolítica de Olelas. As amostras são as seguintes: Olelas A (ICEN - 346) situada na metade superior do corredor da muralha oeste; Olelas B (ICEN – 347), na metade inferior do corredor da muralha oeste; Olelas C3 (ICEN – 879) da camada 3 do bastião sul; Olelas C3 P (ICEN – 880), de conchas Pecten maximus da camada 3 do bastião sul; Pragança 1 (ICEN – 572), proveniente da metade superior do corredor e Pragança 2 (ICEN -  573), da metade inferior do mesmo corredor de entrada para a torre. Para Pragança, os resultados são 2837-2471 cal A.C e 2866-2581 cal A.C.  [6]
Equiparando os resultados para cada sítio, as datações para o enchimento dos corredores de Olelas e Pragança remetem a sua construção para a primeira metade do 3º milénio a. C.  [6]

### Principais análises crono-culturais
O autor equipara as duas realidades e enumera as diferenças e similitudes entre as fortificações de ambos os povoados. Olelas tem uma muralha com duas faces e Pragança apresenta apenas uma face externa com um enchimento de pedras pequenas no interior. No caso de Olelas, o sítio apresenta dois torreões e um bastião e Pragança é tida como uma grande torre. Olelas apresenta um recinto interior rodeado de muralhas e Pragança apresenta uma muralha com um recinto interno alteado.  [6]
Nas semelhanças, a concepção é similar em ambas, há o aproveitamento de falésias rochosas como delimitação de um ou dois lados, reforçando a defesa natural. Ambas possuem um corredor de acesso a um espaço interior, a construção é feita com grandes blocos de pedra, reflectindo um aspecto ciclópico e estão ambos os sítios implantados acima dos 300 metros em elevações rochosas.  [6]

Vista do "Bico de Vela" para o interior do Castro

Outra semelhança, é a construção de ambas as fortificações terem sido realizadas sobre a rocha base e, que, no caso de Olelas, observaram-se materiais do Neolítico médio e final nos intervalos da rocha base, sendo que, no caso de Pragança, não se encontraram materiais de épocas anteriores nesta estrutura, mas há notícias de peças anteriores do período do Neolítico, o que revela uma fase anterior sem muralha.  [6]
Quanto às datações e ao material recolhido destas últimas escavações, nos corredores de ambos os sítios, não apareceram quaisquer materiais característicos do Calcolítico inicial e médio, embora as datações remetam a construção destas estruturas para a metade do 3º milénio. Segundo o autor, todo o material recolhido aqui era incaracterístico.  [6]
O autor indica o deficiente estado provocado pelas escavações antigas para a camada de enchimento do interior dos muros que definem o corredor, mas assinala a presença de cerâmica campaniforme (Calcolítico inicial, médio e final) nesta camada.  [6]
Como paralelos, o arqueólogo indica o povoado de Leceia como referência para o aspecto construtivo, neste caso, o apogeu das estruturas defensivas deu-se no Calcolítico inicial, sendo o Calcolítico médio, considerado como fase de declínio para este sítio. No caso das datações, algumas registadas em Leceia, são semelhantes às recolhidas nos corredores de Olelas e Pragança. O autor refere também, o aspeto construtivo da muralha O de Leceia, datada do Calcolítico inicial, de carácter ciclópico semelhante às construções de Pragança e Olelas.  [2] [6]
No caso das datações dos corredores de Olelas e de Pragança, estas correspondem ao seu enchimento, e, portanto, à fase de abandono, assim, a data para a construção destas estruturas remete para o Calcolítico inicial, sobre uma ocupação do Neolítico final para o caso de Pragança.  [6]
Quanto à funcionalidade destas fortificações, o autor indica a defesa destes povoados como principal objectivo, mas nota os achados no torreão circular em Olelas, de índole mágico-religiosa, como um vaso de calcário zoomórfico, entre outros… . Para Pragança, as escavações antigas revelaram sete cilindros e um semicilindro, indicados no Museu Nacional de Arqueologia como provenientes do “Bico de Vela”, local estudado nestas últimas campanhas sobre as estruturas defensivas.  [6]

## Materiais estudados

### Ponderais
Em 2003, a investigadora Raquel Vilaça realizou um estudo sobre os ponderais recolhidos das escavações do Castro [16] [17], revendo-os num artigo de 2011, já num enquadramento mais geral para o Ocidente peninsular durante o Bronze Final e o inicio da Idade do Ferro. [17]
Estes materiais constituem um conjunto expressivo de 15 peças, onde se destaca a coerência tipológica entre alguns, e semelhante a outros conjuntos da Estremadura portuguesa e do Litoral Alentejano, não revelaram sinais de marcas. [17]
Este conjunto apresenta as seguintes características: a peça mais pequena tem forma bitroncocónica, ligeiramente oblonga, e secção hexagonal; 0,8 x 0,6 cm; peso: 1,82 g. A segunda possui forma semelhante à anterior, mas secção hexagonal: 0,9 x 0,5 cm; peso: 2,86 g. A terceira detém um contorno irregular e apresenta uma forma e uma secção planoconvexa; 1,1 x 0, 7cm; peso: 4,10 g. A quarta peça contém forma bitroncocónica muito angulosa e secção hexagonal; 1,1 x 0,8 cm; 4,79 g. A quinta possui contorno irregular, forma bitroncocónica e secção hexagonal; 1,1 × 0,6 cm; peso: 4,21 g. A sexta apresenta forma bitroncocónica e secção hexagonal; 1,2 × 0,6 cm; peso: 4,08 g. A sétima possui forma semelhante à anterior; 1,5 × 0,8 cm; peso: 8,70 g. A oitava tem forma bitroncocónica e secção hexagonal; 1,6 × 0,7 cm; peso: 9,32 g. A nona apresenta forma bitroncocónica e secção hexagonal; 1,9 × 1,1 cm; peso: 18,72 g. A décima é de forma tendencialmente bitroncocónica, com secção hexagonal; 1 × 0,7 cm; peso: 3,87 g. A décima primeira possui forma e secção sub-esféricas; diâmetro máximo de 1,1 cm; peso: 4,65 g. A décima segunda tem forma e secção sub-esféricas; o diâmetro máximo é de 1 cm; peso: 3,29 g. A décima terceira apresenta forma idêntica à anterior; o diâmetro máximo é de 1 cm; peso: 3,20 g. A décima quarta é de forma sub-ovóide possuindo dois pequenos «espigões» convergentes na extremidade mais pequena; a secção é sub-circular; 1,1 × 0,9 cm; peso: 3,17 g. A décima quinta é de forma sub-circular também com dois pequenos «espigões» afastados entre si numa das extremidades resultantes da fundição; a secção é sub-circular; 1,1 × 1,1 cm; peso: 6,28 g. A última peça em meia-calote, vazada, possui orifício sub-circular no topo; 1,7 × 0,5 cm; peso: 4,34 g.51. É necessário referir aqui, a existência de um ponderal circular em chumbo, em estudo pela investigadora Ana Melo. [17]
As tipologias aqui presentes enquadram-se nos contextos do Bronze Final com excepção dos octaedros, o bitroncocónico, semelhante ao Castro da Ota, e ao sítio de Penha Verde (Sintra) e ainda o esferóide, que a autora destaca como possuidores de pequenos apêndices e que indicam uma possível deficiência de fabrico ou simples peça inacabadas. [17]
No contexto da Estremadura portuguesa, os ponderais encontrados em Pragança, assim como os de Penha Verde, Almaraz e Alcácer apresentam várias peças que indicam possíveis jogos de pesos de balança. [17]
Para este conjunto, a autora destaca a sequência lógica interna dos valores apresentados. O número mais elevado é 18,72 g correspondendo a metade do valor de 37 g do Monte do Trigo. A metade correspondente estará representada pela peça de 9,32 g indicando a unidade síria ou ugarítica. O seu terço é 6,24 g presente na de 6,28 g, o seu quarto é 4,68 g, equiparado às peças de 4,79 g e 4,65 g, o seu décimo estará representado pela peça de 1,82 g. [17]
A visão geral para os contextos da Estremadura onde os ponderais estão presentes determina-se pelos sítios de habitat, embora com diferenças entre si. Aqui destacam-se os povoados de altura como o Castro da Ota, Pragança, Penha Verde e Penedo do Lexim, incluindo também um abrigo aberto nos calcários correspondente ao povoado do Alto das Bocas [3] [17] . A autora refere também o sítio da Quinta do Almaraz, com algumas características especiais devido ao facto de se ter instalado aqui uma comunidade de matriz orientalizante, assim como o no morro do Castelo de Alcácer do Sal com semelhantes condições naturais de implantação com os povoados da Estremadura. [17]
Esta autora salientou ainda, que o contexto existente para as peças do Castro de Pragança não é o melhor pois provém de escavações antigas, assim como muitos outros povoados da região estremenha. Assim, existem deficiências na informação que impede uma melhor leitura desta realidade, exemplo é, o desconhecimento da proveniência estratigráfica dos vários materiais, impossibilitando desta forma a clara atribuição cronológica rigorosa das peças, podendo pertencer ao Bronze Final ou à Idade do Ferro. [17]

### Metais
O espólio metálico, ainda em análise pela Doutora Ana Maria Melo [17]  no decurso do seu doutoramento, é um dos maiores conjuntos deste género no actual território português [9] . Depois da sua recolha, poucos foram os autores que se interessaram por eles, nomeadamente L. Monteagudo [10] [9] e A. Coffyn [4] [9], realizando ambos estudos sobre algumas peças deste conjunto, designadamente, os machados no caso de Monteagudo e materiais de várias tipologias, para Coffyn. [9]
Nas décadas de sessenta e setenta do séc. XX, 53 artefactos de Pragança foram analisados por espectroscopia de emissão óptica (OES) no seio do projecto SAM, através dos investigadores S. Junghans, E. Sangmeister e Hartmann, etc., pertencentes à Universidade de Estugarda. O principal objectivo deste trabalho seria recolher e analisar vários objectos pré-históricos do Calcolítico e Bronze Inicial oriundos dos sítios europeus, tornando assim possível a definição de grupos baseados nos teores de alguns elementos menores e vestigiais (Sn, As, Bi, Sb, Ni e Ag) originários dos minérios, averiguando assim, as possíveis trocas comerciais existentes. Infelizmente, estes esforços não resultaram em nada em concreto, sendo difícil de se determinar a proveniência dos artefactos com estes elementos.. Em relação à Península Ibérica, o polimetalismo das jazidas peninsulares e a eventual refundição de artefactos, impossibilitaram a identificação da sua proveniência. [9]
As análises para os 53 metais de Pragança, durante o protejo SAM, revelaram que 11 são bronzes e os demais cobres [7] [8] [9]. Para os cobres, as análises mostraram que os teores de arsénio contidos nos minérios de cobre foram utilizados nos inícios da prática da metalurgia na Península Ibérica [11] [9]. Em reacção aos bronzes, os níveis de estanho foram apenas semi-quantificados, 10% ou > 10%, apresentam também com regularidade teores vestigiais de arsénio. [9]
A investigadora Ana Melo realizou um estudo em 2007, com o objectivo de analisar através do método de espectrometria de fluorescência de raios X, o tipo de liga utilizado na manufactura de cada artefacto, e também associar a composição química à tipologia dos artefactos (Melo, 2007: 199). A autora destaca a quantidade de materiais metálicos presentes na colecção, 500 ao todo, incluindo fragmentos e restos de fundição. Para este projecto seleccionaram-se os elementos com características tipológicas pertencentes à Idade do Bronze. [9]
Ainda neste estudo, o carácter funcional dos objectos também foi relevante, separando-se as armas, os utensílios e objectos de adorno, todos representados com o maior número possível artefactos para cada tipo (Melo, 2007: 199). Seleccionaram-se 38 artefactos, entre eles, 21 armas, 13 utensílios e 4 objectos de adorno, abarcando um conjunto de 4 argolas de pequena dimensão. [9]
Os resultados deste estudo possibilitaram uma clara distinção entre os artefactos de cobre e os de bronze. As análises através do método de espectrometria de fluorescência de raios X (FRX) demonstraram que a maior parte dos artefactos analisados são bronzes (71%, 27 artefactos) e o resto da amostra são de cobre (29%, 11 artefactos). Dentro das tipologias, as armas e os utensílios são comuns aos dois grupos acima referenciados, enquanto que os elementos de adorno apenas pertencem ao grupo dos bronzes. Nesta primeira análise, a composição química dos objetos insere-se perfeitamente na sua cronologia, os artefactos em cobre enquadram-se perfeitamente nos exemplos conhecidos para o Calcolítico e inícios da Idade do Bronze; para os artefactos em bronze, também com maior diversidade tipológica, pertencem ao Bronze Final. [9]
O estudo destes materiais revelou uma realidade mais complexa do que uma simples caracterização do Castro como sendo, principalmente, um povoado fortificado calcolítico da Estremadura, com algumas ocupações posteriores, ideia muito apoiada pelas publicações esporádicas e dispersas. A coleção analisada neste estudo demonstrou uma forte presença dos artefactos pertencentes à idade do Bronze, particularmente a sua etapa final, mas também materiais da Idade do Ferro e do período romano. [9]
Para os artefactos da idade do Bronze, a sua maioria consiste em bronzes binários, o que pode reflectir uma maior proximidade com a metalurgia de influência mediterrânea, marcada por este tipo de bronze, ao contrário da metalurgia de tradição atlântica onde as ligas ternárias com chumbo prevalecem. [9]
No contexto regional, os resultados presentes neste estudo, enquadram-se na informação recolhida da metalurgia para esta região limite como é o caso da Beira Alta e Baixa, e, numa visão mais alargada, da Península Ibérica para o Bronze Final. Neste contexto, importa referir que a região da Estremadura não aparenta conter reservas significativas de estanho e cobre, o que indica os possíveis contactos com as outras regiões para o abastecimento de metal ou artefactos. [9]